# Ralph Hills
Ralph Gorman Hills, född 19 januari 1902 i Washington, D.C., död 20 september 1977 i Baltimore, var en amerikansk friidrottare.
Hills blev olympisk bronsmedaljör i kulstötning vid sommarspelen 1924 i Paris.